# Nana de l'Ossa Major III
La Nana de l'Ossa Major III (UMa III) és una galàxia nana esferoidal que orbita la galàxia de Via Làctia, la més petita i dèbil mai descoberta. Va ser trobat mitjançant l'instrument de camp profund i ampli Ultraviolet Near Infrared Optical Northern Survey (UNIONS), una col·laboració entre l'Observatori de Canadà, França, Hawaii i Pan-STARRS (dos observatoris a Hawaii), amb dades addicionals proporcionades pel Deep Imaging Multi-Object Spectrograph (DEIMOS) de l'Observatori Keck, que té 64 megapíxels de resolució.
El descobriment de l'Ossa Major III es va anunciar el novembre de 2023, amb un article que va aparèixer a The Astrophysical Journal el gener de 2024. Conté una població estel·lar pobre en metall, que indica una edat extrema d'11 mil milions d'anys. Situat a uns 32.600 anys llum de distància, té un diàmetre de només 19,6 anys llum i es creu que conté només unes 60 estrelles. Combinat amb la seva magnitud absoluta de només +2,2, això el converteix amb diferència en el satèl·lit més tènue de la Via Làctia, i només tan brillant com Altair. Aquesta magnitud absoluta correspon a una massa estel·lar de 16 M☉.
Es preveu que l'Ossa Major III tingui una ràtio massa-llum d'uns 6.500. No obstant això, això es converteix en només 1.900 amb l'eliminació d'una de les estrelles que se sospita que forma part de la galàxia. Aquest valor molt alt indica la presència d'un halo massiu de matèria fosca, que indica que l'Óssa Major III és una veritable galàxia nana, encara que amb una massa estel·lar extremadament baixa. La lluminositat total del Major III és aproximadament 11.4 L☉ de la seva massa total probablement, que és només aproximadament 74.000 M☉, que la convertiria en una de les galàxies menys massives conegudes.